# Victor Grignard
Victor Auguste Grignard (ur. 6 maja 1871 w Cherbourgu, zm. 13 grudnia 1935 w Lyonie) – francuski chemik. Odkrył związki metaloorganiczne. Opracował metody otrzymywania związków magnezoorganicznych, a także reakcje, w których biorą one udział. W 1912 roku wraz z Paulem Sabatierem otrzymał Nagrodę Nobla w dziedzinie chemii.
Od jego nazwiska pochodzą nazwy: związki Grignarda oraz reakcja Grignarda.